# Lauenburg (Elben)
Lauenburg ved Elben (på dansk også Lauenborg) er en by i det nordlige Tyskland, beliggende under Kreis Herzogtum Lauenburg i det sydøstligste hjørne af delstaten Slesvig-Holsten. Den ligger cirka 40 km øst for Hamborg på den nordlige bred af floden Elben. Byen har et areal på 9,54 km² og 11.629 indbyggere (30. Sep. 2006).[kilde mangler]

## Historie
Byen blev grundlagt i 1182 af Bernhard af Askanien, en forfader til de senere hertuger af Sachsen-Lauenburg. Lauenburg var et hertugdømme indtil 1689. I middelalderen var byen en station på den gamle saltvej fra minerne ved Lüneburg; floden Stecknitz har sit udløb i Lauenburg, og via Stecknitzkanalen var det allerede fra 1398 muligt at sejle fragt til Lübeck.
Indbyggertallet var 830 indbyggere i 1810, i 1845 1.159 indbyggere, i 1855 1.090 indbyggere og i 1860 1.072 indbyggere.
Ludvig von Kahlen, der hentede folk fra Mecklenburg til Danmark for at opdyrke den jyske hede, var født i Lauenburg cirka år 1700.